# Tianguis Cultural del Chopo
 (juillet 2017).
Si vous disposez d'ouvrages ou d'articles de référence ou si vous connaissez des sites web de qualité traitant du thème abordé ici, merci de compléter l'article en donnant les références utiles à sa vérifiabilité et en les liant à la section « Notes et références ».

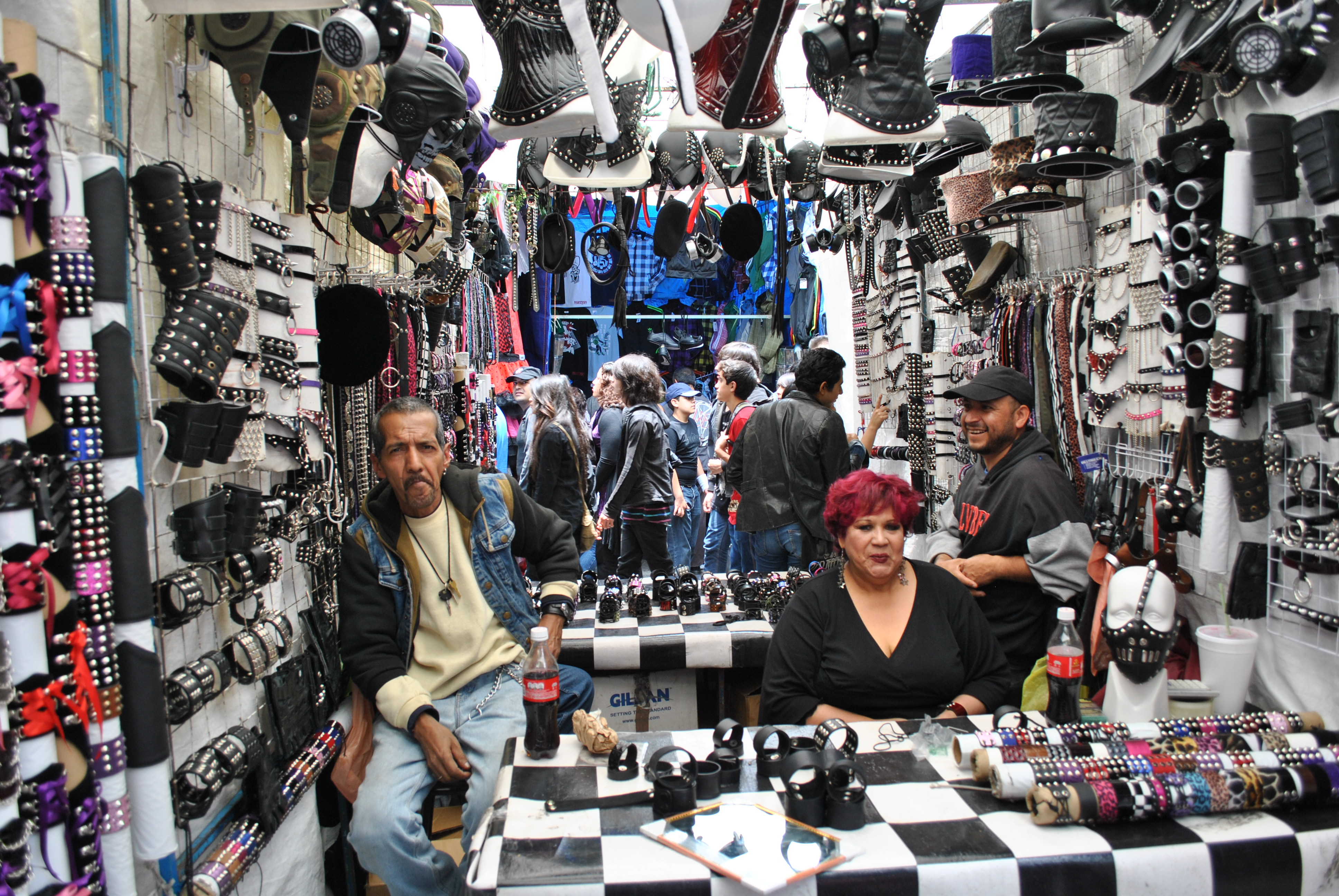
Tianguis Cultural del Chopo.

Le Tianguis Cultural del Chopo, littéralement « marché culturel du Chopo » en espagnol, dit également El Chopo, est un marché populaire de la ville de Mexico. Le marché est situé dans les rues Sol et Luna du quartier de Guerrero près de la station Buenavista de la ligne B du métro. Il se tient le samedi de 11 h 30 jusqu'à 17 h. Il regroupe plus de 200 commerces et a pour particularité de présenter des objets issus de la subculture mexicaine. Il attire entre cinq mille et dix mille visiteurs chaque week-end.